# Makedonija (rimska provinca)
Makedonija (grško Μακεδονία) je bila Rimska provinca, ki je obsegala ozemlje nekdanjega Antigonidskega kraljestva Makedonije, ki ga je leta 168 pred našim štetjem ob koncu tretje makedonske vojne osvojila Rimska republika. Provinca je bila ustanovljena leta 146 pred našim štetjem, potem ko je rimski general Kvint Cecilij Metel premagal Andriska Makedonskega, zadnjega samooklicanega kralja Makedonije v četrti makedonski vojni. Provinca je vključevala nekdanjo Kraljevino Makedonijo z dodatkom Epira, Tesalije in delov Ilirije, Peonije in Trakije.
V republikanskem obdobju je bila provinca velikega vojaškega pomena kot glavni branik, ki je varoval egejsko regijo pred napadi s severa. Via Egnatia, ki je prečkala provinco od zahoda proti vzhodu, je bila zelo strateškega pomena, saj je zagotavljala glavno kopensko povezavo med Rimom in njegovimi oblastmi v vzhodnem Sredozemlju. V tem obdobju so bili pohodi proti Dardancem in Skordiskom na severu ter Tračanom na vzhodu skoraj stalni. Do prvega stoletja pred našim štetjem se je provinca navidezno razširila do Donave.
Makedonija je bila osrednje prizorišče več akcij državljanskih vojn ob koncu republike, vključno z bitkami pri Farzalu in Filipih. Med drugim triumviratom je spadala v sfero Marka Antonija. V tem obdobju je bilo v Makedoniji ustanovljenih več pomembnih rimskih vojaških kolonij. Potem ko je provinca prišla pod Avgustov nadzor po bitki pri Akciju leta 30 pr. n. št., so se severni deli razdelili na province Mezijo, Dalmacijo in Panonijo, kar pomeni, da je provinca izgubila velik del svoje vojaške vloge pri obrambi meje na Donavi, vendar je ostala pomembna za namene oskrbe in kot vir vojaške delovne sile. Do leta 15 in ponovno po letu 44 je bila Makedonija senatorska provinca, ki jo je vodil prokonzul.
Skozi cesarsko obdobje je bila Makedonija uspešna regija z več cvetočimi mesti, zlasti Solunom in Filipi. Te skupnosti so bile organizirane na podoben način kot druga mesta Rimskega cesarstva in so bile večinoma samoupravne. Stara grščina je bila glavni jezik v regiji, latinščina pa se je uporabljala za uradne namene in v rimskih kolonijah. Do sredine 1. stoletja našega štetja so bile v provinci številne krščanske skupnosti.
V pozni antiki je bila provinca razdeljena na več manjših enot, vendar je stara prestolnica province, Solun, postala regionalno središče za balkansko regijo in je bila kratek čas cesarska prestolnica pod Licinijem. Provincialni sistem je postopoma izginil, dokler ga sredi 7. stoletja našega štetja v celoti ni nadomestil sistem teme, vendar je regija še naprej tvorila del Vzhodnega rimskega cesarstva do konca 14. stoletja.

## Zgodovina

### Organizacija
Po Dioklecijanovih reformah konec 3. stoletja n. št. se je od Makedonije odcepil Stari Epir (Epirus Vetus), v 4. stoletju pa je bila razdeljena na Prvo Makedonijo (Macedonia Prima) na jugu in Drugo Makedonijo (Macedonia Secunda ali Macedonia Salutaris) na severu.  Obe provinci sta spadali v diocezo Makedonijo, eno od treh diocez v pretorski prefekturi Ilirik, ki je bila ustanovljena leta 318.  Ko se je prefektura Ilirik leta 379 razdelila med Zahodno in Vzhodno rimsko cesarstvo, je bila Makedonija vključena v Vzhodni Ilirik. Po dokončni delitvi cesarstva leta 395, je Makedonija pripadla Vzhodnemu cesarstvu, iz katerega se je razvilo Bizantinsko cesarstvo.

### Stari Epir
Stari Epir ali Epirus vetus je bil provinca Rimskega cesarstva na ozemlju sedanjega Epira. Od leta 146 pr. n. št. do leta 395 je spadal v rimsko provinco Makedonijo. Upravno središče province je bil Nikopol (Actia Nicopolis), ki ga je ustanovil cesar Oktavijan v spomin na svojo zmago nad Markom Antonijem in Kleopatro v Akciju.

### Novi Epir
Novi Epir (Epirus nova ali Illyria Graeca) je bil provinca Rimskega cesarstva, ki jo je ustanovil Dioklecijan s svojimi reformami konec 3. stoletja. Epir je pred tem spadal v provinco Makedonijo. Kasneje je postala tema Bizantinskega cesarstva. Njeno upravno središče je bil Drač (Dyrrachium ali Epidamnus). Novi Epir je obsegal del Ilirije, ki je bila delno helenska in delno helenizirana.
Leta 479 so v Epir vdrli Ostrogoti kralja Teoderika, kjer  jih je zaustavil  bizantinski general Sabijinan. Goti so v Epiru ostali do leta 482.

### Prva Makedonija
Prva Makedonija (Macedonia prima) je obsegala večino nekdanjega Makedonskega kraljestva, ki se je približno ujemalo s sedanjo grško regijo Makedonijo. Njeno upravno središče je bil Solun.

### Druga Makedonija
Druga Makedonija (Macedonia secunda ali Macedonia salutaris) je bila rimska provinca, ki je obsegala del Dardanije in celo Peonijo, ki je sedaj del Severne Makedonije.  Njeno upravno središče je bil Stobi na sotočju Crne reke (Erigón) in Vardarja (Aksios), ki je bil pred tem upravno središče Peonije. 

## Gospodarstvo
S prihodom cesarja Avgusta na rimski prestol se je v Makedoniji začelo dolgo obdobje miru, razcveta in bogastva, čeprav je bila njena gospodarska vloga zelo majhna v primerjavi s sosednjo Malo Azijo.
K razvoju gospodarstva so mnogo pripomogli izgradnja ceste Via Egnatia od Drača do Konstantinopla, prihod  rimskih trgovcev v makedonska mesta in ustanavljanje rimskih koloniij. Od nove rimske oblasti so imeli koristi tako vladajoči razred kot nižji družbeni razredi. Velike orne in pašne površine so omogočile velikim vladajočim družinam pridobiti veliko bogastvo v družbi, ki je temeljila na suženjskem delu.
Izboljšanje življenjskih razmer je v regijo pritegnilo tudi veliko umetnikov in obrtnikov. V trgovini in obrti je dobilo delo veliko kamnosekov, rudarjev, kovačev in drugih obrtnikov, Grke pa so v rimskem svetu veliko zaposlovali tudi kot vzgojitelje, učitelje in zdravnike.  
Gospodarstvo in trgovina sta temeljila predvsem na poljedelstvu in živinoreji ter izvozu železa, bakra, zlata, lesa, smole, katrana, konoplje, lanu in rib. Velik vir bogastva so bila pristanišča, predvsem Dion, Pella, Solun in Kasandrija.